# Soulomès
Soulomès – miejscowość i gmina we Francji, w regionie Oksytania, w departamencie Lot.
Według danych na rok 1990 gminę zamieszkiwało 129 osób, a gęstość zaludnienia wynosiła 17 osób/km² (wśród 3 020 gmin regionu Midi-Pyrénées Soulomès plasuje się na 934. miejscu pod względem liczby ludności, natomiast pod względem powierzchni na miejscu 1 281).